# Wirtschaftsliberalismus
Wirtschaftsliberalismus oder wirtschaftlicher Liberalismus ist die ökonomische Ausprägung des Liberalismus. Der wirtschaftliche Liberalismus, dessen theoretische Grundlagen durch Adam Smith entwickelt wurden, geht von der freien wirtschaftlichen Betätigungsmöglichkeit jedes Einzelnen aus. Die unsichtbare Hand des Marktes sorgt laut Smith dafür, dass bei der Verfolgung der eigennützigen Ziele der einzelnen Menschen nach Gewinn und Wohlstand gleichzeitig dem Wohl der Gesellschaft gedient werde, auch ohne dass dies beabsichtigt ist.
Die Utopie des Wirtschaftsliberalismus beschreibt eine Wirtschaftsform, die sich ohne staatliche Eingriffe über den Markt selbst steuert. Der Liberalismus befürwortet demzufolge eine freie Marktwirtschaft als Wirtschaftsordnung mit allen wirtschaftlichen Freiheiten wie Gewerbefreiheit, freier Preisbildung und Wettbewerbsfreiheit. Staatliche Eingriffe in die Wirtschaft werden als störend empfunden und abgelehnt.
Laut dem österreichischen Ökonomen Ewald Nowotny handelt es sich um eine liberale Denkrichtung, in deren Mittelpunkt das Konzept der spontanen Ordnung steht, nach dem die unsichtbare Hand des Marktes die Interessen der Individuen und der Gesellschaft in Einklang bringt. Die spontane Ordnung entsteht durch menschliches Handeln, aber nicht nach menschlicher Planung. Dem Wirtschaftsliberalismus liegt der negative Freiheitsbegriff zugrunde, der Freiheit als Abwesenheit von staatlicher Einschränkung definiert.

## Philosophische Grundlagen

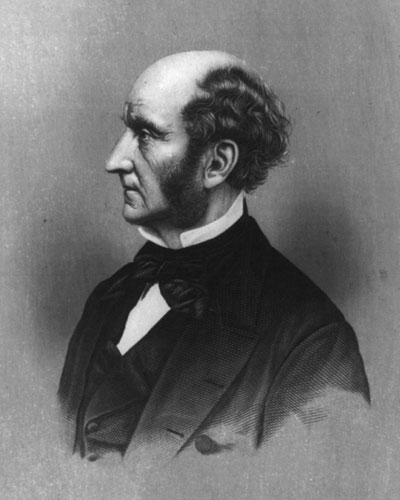
John Stuart Mill

### Freiheit des Individuums
Das allgemeine liberale Prinzip lautet: Jeder hat die Freiheit, alles zu tun, was er will, sofern er nicht die Freiheit eines anderen verletzt. John Stuart Mill formulierte es so: „dass der einzige Grund, aus dem die Menschheit, einzeln oder vereint, sich in die Handlungsfreiheit eines ihrer Mitglieder einzumischen befugt ist: sich selbst zu schützen. Dass der einzige Zweck, um dessentwillen man Zwang gegen den Willen eines Mitglieds einer zivilisierten Gesellschaft rechtmäßig ausüben darf: die Schädigung anderer zu verhüten.“ (On Liberty)
Daraus ergeben sich, auf den Bereich der wirtschaftlichen Handlungen bezogen, die Forderungen nach

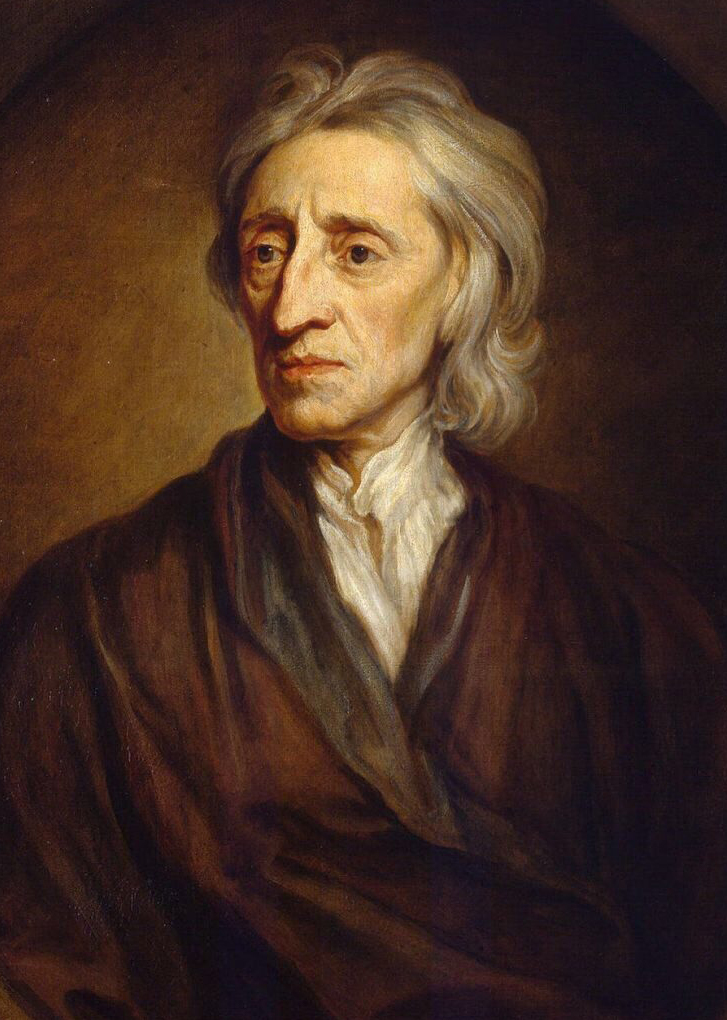
John Locke

- Vertragsfreiheit
- Gewerbefreiheit
- Konsumentenfreiheit
- Berufsfreiheit
- Freihandel

### Privateigentum
Wirtschaftsliberale betonen besonders das Recht auf privates Eigentum, da sie dieses für die Freiheit des Einzelnen als zentral erachten. Naturrechtliche Begründungen dieser Art von Eigentumstheorien finden sich in Ansätzen bei Hugo Grotius und Samuel Pufendorf und werden von John Locke ausformuliert: Der Einzelne besitze Eigentum an seinem Körper und folglich auch an der Arbeit seines Körpers. Er sei auch berechtigt, Dinge aus dem Naturzustand zu reißen, wenn er diese bearbeitet hat (beispielsweise den Boden, den jemand das erste Mal bearbeitet). Ist das Objekt aus dem Naturzustand gerissen, könne es dann nur noch durch Schenkung oder Tausch den Eigentümer wechseln. Zwang sei hiermit ausgeschlossen. In der Tradition dieser Begründung argumentieren beispielsweise die US-amerikanischen Gründerväter sowie im 20. Jahrhundert Robert Nozick oder Ayn Rand. Weiter wird die Idee des klassischen Liberalismus – explizit ohne naturrechtliche Komponente – von den Klassikern des Utilitarismus Jeremy Bentham und John Stuart Mill vertreten.

## Theoretische Grundlagen

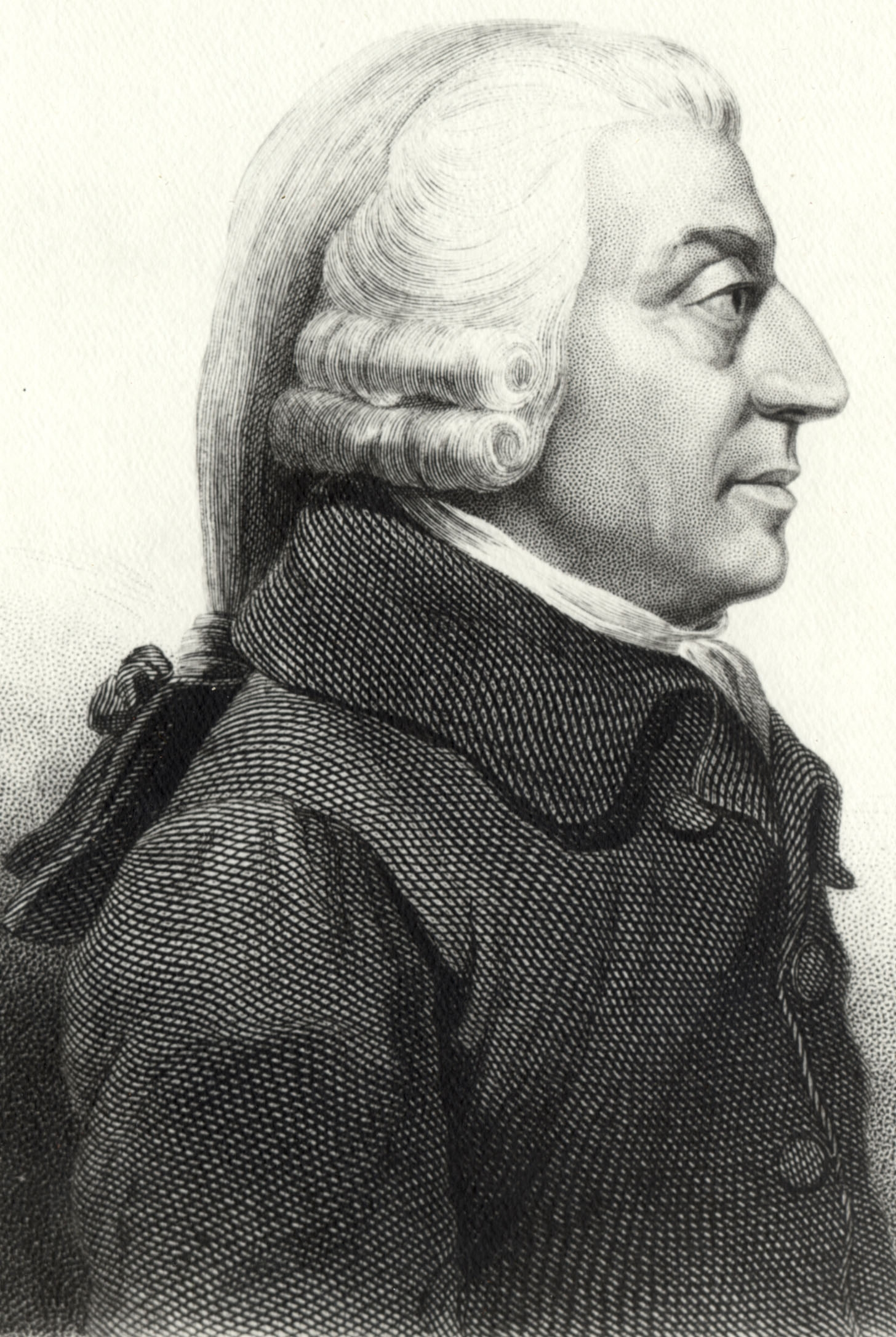
Adam Smith

### Freie Marktwirtschaft
Nach wirtschaftsliberaler Überzeugung sorgt der Markt, also die Steuerung von Art, Preis und Menge der Sach- und Dienstleistungen über Angebot und Nachfrage, für die effizienteste Allokation der Ressourcen. Bekannt wurde in dem Kontext der Ausdruck der „unsichtbaren Hand“ von Adam Smith in seinem Werk Der Wohlstand der Nationen (Kapitel 4). Mit dem Ausdruck beschrieb er, dass wenn ein Unternehmer aus Eigeninteresse die Produktivität erhöhe, er somit (wie von „unsichtbarer Hand“) auch der Gesellschaft helfe, obwohl er nur den Eigennutz anstrebt. Allerdings warnt Smith in seinem Werk auch vor einer Anhäufung von Luxus und Monopolarisierung und spricht sich gegen den Merkantilismus aus. Er forderte unter anderem Abgaben auf die "Trägheit und Eitelkeit der Reichen". So sollten die Steuereinnahmen genutzt werden, um der gesamten Gesellschaft das Lesen, Schreiben und Rechnen beizubringen, da es der Gesamtwirtschaft eines Staates in Smiths Augen schadet, wenn zu große Teile der Gesellschaft arm sind. Der Mechanismus der „unsichtbaren Hand“ wurde von Friedrich Hayek im 20. Jahrhundert erstmals durch ein Modell eines heuristischen, evolutionären Erkenntnissystems konkretisiert. Aufgabe der Marktordnung sei es, unter der Nutzung des Marktes ein Zusammenfallen des Eigennutzens mit dem Gemeinwohl zu erreichen. Diese Idee ist Ausgangspunkt von konstitutionen- und institutionen-ökonomischen Ansätzen, die der Frage nach den geeigneten Regeln bzw. der staatlichen Verfasstheit nachgehen, um eine möglichst gute Marktordnung zu erreichen.
Das nach Jean Baptiste Say benannte saysche Theorem besagt, dass sich ohne staatlichen Eingriff stets ein Marktgleichgewicht einstellt und bildet eine Theoriegrundlage des Wirtschaftsliberalismus für das Verhalten auf dem Markt. Ein freier Wettbewerb stelle deswegen das optimale Steuerungsinstrument der Wirtschaft dar. Staatliche Eingriffe wie Subventionen oder Schutzzölle werden als Wettbewerbshemmnisse angesehen und insbesondere sofern keine Internalisierung externaler Effekte dadurch realisiert wird, werden sie kritisch gesehen. Bzgl. technologischen Fortschritts und des zeitlich befristeten Schutzes geistigen Eigentums (Patente, Urheberrecht) wird eine Einschränkung des Wettbewerbs durch liberale Denkansätze mitgetragen. Die Thematik der Erziehungszölle wird demgegenüber von den einzelnen Denkströmungen des Wirtschaftsliberalismus uneinheitlich gesehen.

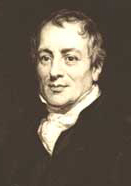
David Ricardo

### Freihandel
Adam Smith entwickelte im 18. Jh. die Theorie der Absoluten Kostenvorteile, wonach bei unterschiedlichen Produktivitäten die Länder vom Handel untereinander profitieren. Historisch wandte sich Smith mit dieser Ansicht gegen den Merkantilismus, in dem staatliche Außenhandelssteuerung dazu diente, die Politik absolutistisch regierter Staaten zu stützen. Der klassische Ökonom David Ricardo versuchte mit seiner Theorie der komparativen Kostenvorteile, die Vorteile des Freihandels für alle Länder aufzuzeigen. Der freie Handel trage zur Förderung von weltweitem Wohlstand bei.
Wirtschaftsliberale befürworten für die Wohlfahrtsmaximierung einer Gesellschaft die arbeitsteilige Wirtschaft (Globalisierung) im Sinne des Abbaus von tarifären (Schutzzölle) und nicht-tarifären Handelshemmnissen bzw. generell dem Abbau von Kosten der Marktbenutzung (direkte und indirekte Steuern, Abgabenlast, Gebühren, Rechtsunsicherheit, ineffiziente, ausufernde Regulierungen). Die Subventionierung bestimmter privilegierter Wirtschaftszweige durch den Staat hingegen führen nach liberaler Vorstellung automatisch zu einer Diskriminierung der nicht privilegierten Wirtschaftszweige, die durch zusätzliche Steuer- und Abgabenlast die Privilegierung zu finanzieren haben.
Der Protektionismus verzerrt die Kapitalallokation und zieht unmittelbar Netto-Wohlfahrtsverluste nach sich; insbesondere im Zusammenspiel zwischen Industrienationen und Entwicklungsländern werden durch Protektionismus Armut und Perspektivlosigkeit in den wirtschaftlich schwächeren Ländern zementiert. So hätten es diese schwer, zum Besispiel gegenüber der hochsubventionierten europäischen Agrarwirtschaft zu konkurrieren (Agrardumping). Liberale werfen den Industriestaaten vor, ihre politische Macht zu Lasten der Entwicklungsländer zu missbrauchen, indem in den Marktsegmenten der Abbau aller Handelsschranken durchgesetzt werde, in denen die Entwicklungsländer nicht wettbewerbsfähig zu den Industrieländern seien, während in allen Bereichen, in denen die Entwicklungsländer sich zu den Industrieländern im Wettbewerb befinden und überlegen sind, massivste Handelshemmnisse auf- und ausgebaut würden. Anhänger des Freihandels fordern, im Sinne eines fairen und gesamtwohlfahrtsförderlichen Welthandels, sämtliche Handelsschranken zu anderen Ländern abzubauen und die selektive Privilegierung einiger Produkte durch Subventionen einzuschränken. Damit könnten Entwicklungsländer besser am Wohlfahrtsgewinn durch Spezialisierung und Handel profitieren.

### Privatwirtschaft
Nach wirtschaftsliberaler Auffassung ist es keine Aufgabe des Staates, unternehmerisch tätig zu werden. Der Vorrang von Privateigentum und privatwirtschaftlichen Regelungsformen gegenüber staatlichem Einfluss wird mitunter aus einer bestimmten Sichtweise auf die ökonomische Theorie der Verfügungsrechte abgeleitet. Demnach steige der volkswirtschaftliche Wohlstand, je mehr Eigentum sich in privater Hand befindet. Bei sozialistischen Regelungsformen komme es hingegen zwangsläufig zur sogenannten Tragik der Allmende.
In der praktischen Umsetzung der Wirtschaftsliberalisierung, also bei der regulär gewährten Freistellung von Gewinnbesteuerung institutioneller Gewinne, zeigt sich jedoch, dass zwar Unternehmen in einen härteren Wettbewerb um bessere Produkte treten können, hierbei aber weder allgemeine Entwicklungsvoraussetzungen noch allgemeine Kostenanteile mittragen können. Die weitgehende Finanzierung dieser gesellschaftlichen Erfordernisse verbleibt somit bei den diversen Besteuerungsformen privater Einkommen, was nicht nur die wirtschaftliche Gerechtigkeit nach Nutznießer-und-Verursacher-Prinzip verletzt, sondern auch einen institutionellen Vermögenszuwachs bewirkt. Demgegenüber ist ein Rückgang der durchschnittlichen Privatvermögen zu verzeichnen. Diese Tendenz hat einen Kaufkraftverlust zur Folge, der die Gesamtwirtschaft von den Endverbrauchern aus drosselt. Somit sind die Konsequenzen einer übermäßig zugestandenen Gewinnsteuer-Befreiung den gesellschaftlichen, den allgemeinen Interessen und am Ende auch den der Privatwirtschaft zuwider.

## Neoliberalismus und ordoliberale Kritik
Im Jahr 1938 organisierte der französische Philosoph Louis Rougier im Institut International de Coopération Intellectuelle in Paris ein Kolloquium, das später als Colloque Walter Lippmann bekannt wurde und Lippmanns Thesen des 1937 veröffentlichten Werkes An Enquiry into the Principles of the Good Society (deutsch Die Gesellschaft freier Menschen) diskutieren sollte. Dort prägte der nach Ankara ins Exil gezwungene deutsche Soziologe und Wirtschaftswissenschaftler Alexander Rüstow den Begriff des Neoliberalismus. Er wollte den Liberalismus erneuern, der angesichts des Zweifels am menschlichen Fortschritt nach dem Grauen des Ersten Weltkriegs, der teilweise funktionierenden Planwirtschaft im Krieg, des Versagens der neoklassischen Wirtschaftstheorie während der Weltwirtschaftskrise, des Erfolges der New-Deal-Politik in den USA und des Aufstiegs totalitärer Systeme ins Hintertreffen geraten war. Bereits 1924 hatte  J. M. Keynes im Vortrag „Das Ende des Laissez-faire“ diese Kritik vertreten. Der US-Publizist Walter Lippmann selbst entfernte sich nach 1938 von den im Kolloquium vertretenen Ideen.
Die Impulse wurden von Friedrich Hayek in London und der 1947 gegründeten marktfundamentalistischen Mont Pèlerin Society aufgenommen. Aus Sicht der ordoliberalen Freiburger Schule führte Alexander Rüstow in seinem Werk Das Versagen des Wirtschaftsliberalismus als religionsgeschichtliches Problem (1945) den weltanschaulichen Hintergrund des klassischen Liberalismus auf die Vorstellung von einer mit der göttlichen Schöpfung in die Welt gesetzten prästabilierten Harmonie zurück. Der Ursprung dieser „Wirtschaftstheologie“ sei jedoch weniger christliche Religiosität gewesen, sondern beruhe vielmehr auf der Wiederbelebung antiker Philosophie in der Zeit der Aufklärung. Adam Smith sei sich seiner Abhängigkeit von der stoischen Philosophie des allgemeinen Harmonieglaubens bewusst gewesen, als er das symbolkräftige Bild von der unsichtbaren Hand schuf. Die liberale ökonomische Theorie habe dadurch eine geradezu metaphysische Würde erhalten. Jeden menschlichen Eingriff in den „göttlichen“ Automatismus der Marktwirtschaft mussten die Anhänger des laissez-faire daher als Sakrileg ablehnen. Auch nach Adam Smith habe die Nationalökonomie den Charakter eines Erlösungswissens behalten. Dieser habe sich gegen Ende des 19. Jahrhunderts dann verflüchtigt, es sei jedoch eine Deformation der Geisteshaltung geblieben, welche die soziologischen Bedingungen für eine funktionierende Marktwirtschaft habe verkennen lassen. Deshalb hätten Vertreter der Wirtschaftsfreiheit selbst die Entartung der Marktwirtschaft im Manchesterkapitalismus als zwar bedauerliche, aber unvermeidbare ökonomische Folge hingenommen. Nach Ansicht von Hans Willgerodt ging es Rüstow nicht darum, den Wirtschaftsliberalismus zu ersetzen, sondern „ihn von Monopolismus, Megalomanie, Gruppenanarchie und Proletarisierung zu befreien“. Rüstow habe dabei allerdings Smiths Ansichten überspitzt dargestellt und sich nur auf dessen Äußerungen bezogen, in denen dieser eine Selbststeuerung über den Markt für sinnvoll erachtet, nicht jedoch auf dessen zahllose Hinweise auf Unvollkommenheiten des Marktes.
Neben Rüstow kritisierten Wilhelm Röpke und Walter Eucken die „ökonomistische Verengung“ des Wirtschaftsliberalismus (im Sinne von libertären Minimalstaatskonzeptionen). Rüstow bemühte sich seit 1931 um den Aufbau eines Sammelbeckens für alle, die eine „irgendwie wirtschaftsliberale Einstellung vertreten“. Der ordoliberale Flügel um den Freiburger Walter Eucken stand dieser Gruppe gegenüber, indem er sozialstaatliche Eingriffe oder Arbeitsschutzmaßnahmen als noch zur Marktwirtschaft passend einstufte. Während der Zeit des Nationalsozialismus gelang es Eucken, der sich selbst als „wirtschaftspolitisch Liberalen“ bezeichnete, in Freiburg i. Br. ein Zentrum wirtschaftsliberalen Denkens zu erhalten.